# Grenzeloos (3JS)
Grenzeloos is een lied van de Nederlandse band 3JS. Het werd in 2015 als single uitgebracht en stond in hetzelfde jaar als zevende track op het album 7.

## Achtergrond
Grenzeloos is geschreven door Jaap de Witte, Jaap Kwakman, Jan Dulles en Seth Jones. Het is een nummer uit de genres folkpop en nederpop. In het lied zingen de artiesten over hoe een wereld zonder grenzen en met één God waar men in kan geloven, er uit zou zien. De band maakte het nummer na een bezoek aan een vluchtelingenkamp in Libanon. Dit bezoek deden zij in hun rol als ambassadeur voor Terre des Hommes.

## Hitnoteringen
De band had weinig succes met het lied in de Nederlandse hitlijsten. Er was geen notering in de Single Top 100 en ook de Top 40 werd niet bereikt. Bij laatstgenoemde was er wel de 22e positie in de Tipparade.